# Сава Ковачевич
Сава Ковачевич (серб. Сава Ковачевић; 25 січня 1905 — 13 червня 1943) — югославський чорногорський партизан, народний герой Югославії.

## Біографія
Сава Ковачевич народився 25 січня 1905 року в селі Нудо поблизу Нікшича, Чорногорія, в селянській сім'ї. Працював ковалем. 
В 1925 році вступив до Комуністичної партії Югославії. Поступово став одним з партійних лідерів Чорногорії. Часто був заарештований за комуністичну діяльність. Напередодні німецької окупації був членом крайового комітету компартії в Чорногорії.
Після вторгнення країн осі в Югославію Ковачевич став одним з лідерів боротьби проти італійської окупації Чорногорії. Спочатку командував партизанським загоном Нікшича (1941), потім 5-ю чорногорською Пролетарською бригадою (1942-1943), пізніше став заступником командувача югославських партизанів в Чорногорії. Згодом увійшов до складу Верховного штабу НВАЮ.
В 1942 році Ковачевич на чолі 5-ї чорногорської бригади бере участь в операціях в Босанській Країні проти військ НДХ. 
На початку 1943 року командує бригадою під час битви на Неретві. Під час битви бригада успішно атакувала італійські війська в Прозорі, а також вела запеклі бої поблизу Коніца.
Під час битви на Сутьєсці Ковачевич командував 3-ю ударною дивізією НВАЮ. Під час цієї битви дивізія Ковачевича прийняла на себе основний удар ворога, давши змогу решті партизанів прорватись з ворожого оточення. Проте більшість підрозділів дивізії, обтяжених великою кількістю поранених, не змогла вирватись з оточення.
Сава Ковачевич загинув 13 червня 1943 року поблизу села Крекові на ріці Сутьєска, коли очолив атаку партизанів на укріплені позиції 118-ї німецької піхотної дивізії.

## Нагороди
Рішенням Верховного штабу НВАЮ 6 липня 1943 року Сава Ковачевич один з перших був нагороджений орденом Народного героя (посмертно).
Рішенням Президії Верховної ради СРСР нагороджений Орденом Кутузова.

## В мистецтві
В 1973 році в Югославії режисер Стіпе Деліч зняв фільм «Сутьєска». Роль Сави Ковачевича зіграв актор Люба Тадіч.